# رودخانه یخ‌زده
رودخانهٔ یخ‌زده (به انگلیسی: Frozen River) نام فیلم درام جنایی است که در سال ۲۰۰۸ به کارگردانی کورتنی هانت ساخته شد. این فیلم موفق شد در دو رشتهٔ بهترین فیلم‌نامهٔ غیراقتباسی و بهترین بازیگر نقش اول زن نامزد جایزه اسکار شود.

## خلاصهٔ داستان
در رودخانهٔ یخ‌زده ماجرای دو زن از طبقهٔ کارگر تصویر می‌شود که برای تأمین زندگی‌شان به انتقال قاچاقی مهاجرانِ غیرقانونی از کانادا به آمریکا می‌پردازند.